# Saint-Bonnet-Briance
Saint-Bonnet-Briance is een gemeente in het Franse departement Haute-Vienne (regio Nouvelle-Aquitaine) en telt 486 inwoners (1999). De plaats maakt deel uit van het arrondissement Limoges.

## Geografie
De oppervlakte van Saint-Bonnet-Briance bedraagt 29,3 km², de bevolkingsdichtheid is 16,6 inwoners per km².
De onderstaande kaart toont de ligging van Saint-Bonnet-Briance met de belangrijkste infrastructuur en aangrenzende gemeenten.

## Demografie
Onderstaande figuur toont het verloop van het inwonertal (bron: INSEE-tellingen).